# Avelsgård
En avelsgård var förr en stor gård där en adelsman eller kronan bedrev storskaligt jordbruk under överinseende av jordägaren eller dennes fogde. En alternativ driftsform var att jordägaren delade upp sina ägor i mindre gårdar, som arrenderades ut till så kallade landbor. Avel betyder i detta sammanhang avkastning eller produktion.
Exempel i Sverige var Gustav Vasas tämligen kortlivade avelsgårdar Umeå kungsgård och Luleå kungsgård.